# Національний монумент Джорджу Вашингтону Карверу
Національний монумент Джорджу Вашингтону Карверу (англ. George Washington Carver National Monument) — національний монумент США, присвячений видатному афроамериканському вченому; перший Національний пам'ятник, відкритий не в честь президентів США.

## Історія
Меморіальний комплекс був заснований 14 липня 1943 року Франкліном Делано Рузвельтом, який особисто пожертвував на його створення 30000 доларів. Пам'ятник входить в Службу національних парків США та знаходиться приблизно у двох милях на захід від міста Diamond, штат Міссурі, і розташований поруч з будинком батька Джорджа — Мойсея Карвера (англ. Moses Carver), займає площу 210 акрів (85 га), відкритий для відвідування цілий рік.

Фотогалерея
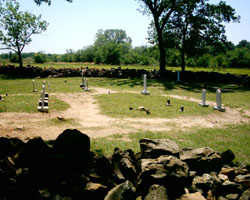
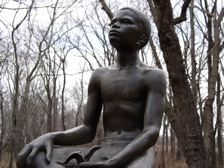
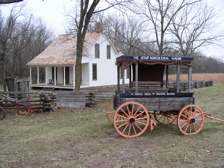